# John Charles Ryle
John Charles Ryle (født 10. maj 1816 i nærheden af Macclesfield, død 10. juni 1900 i Lowestoft) var en engelsk biskop, far til Herbert Edward Ryle, farfar til Gilbert Ryle.
Ryle var først præst forskellige steder, til sidst i Oxford. Herfra kaldtes han 1880 til det nys oprettede bispedømme Liverpool. Han tilhørte den lavkirkelige retning. Blandt hans talrige værker kan nævnes Expository thoughts on the gospels (1856—69), Spiritual songs (1861), The Christian leaders of the last century (1869), Bishops and clergy of other days (1869), Corning events and present duties (1869) og Church reform papers (1870). En række af hans prædikener og småskrifter er oversat til dansk.